# Infrastruktura informacji przestrzennej
Infrastruktura informacji przestrzennej (IIP, ang. spatial data infrastructure – SDI) – opisane metadanymi zbiory danych przestrzennych oraz dotyczące ich usługi, środki techniczne, procesy i procedury, które są stosowane i udostępniane przez współtworzące infrastrukturę informacji przestrzennej organy wiodące, inne organy administracji oraz osoby trzecie.